# Irus
Irus (hebrejsky אירוס, v oficiálním přepisu do angličtiny Irus) je nově zřízená vesnice typu společná osada (jišuv kehilati) v Izraeli, v Centrálním distriktu, v Oblastní radě Gan Rave.

## Geografie
Leží v nadmořské výšce cca 40 metrů v pobřežní nížině. Nachází v intenzivně zemědělsky využívané krajiny.
Obec se nachází 6 kilometrů od břehu Středozemního moře, cca 15 kilometrů jižně od centra Tel Avivu, cca 45 kilometrů severozápadně od historického jádra Jeruzalému a 2 kilometry západně od města Nes Cijona. Irus obývají Židé, přičemž osídlení v tomto regionu je etnicky zcela židovské.
Irus je na dopravní síť napojen pomocí dálnice číslo 42, jež vede podél západního okraje vesnice.

## Dějiny
Irus je nová vesnice, ale její plánování probíhalo delší dobu a s četnými kontroverzemi. Má mít výhledovou kapacitu 400 rodin. Zdejší pozemky vykoupili ve 20. letech 20. století Židé z Bulharska. Lokalita byla dlouho evidována jako zemědělská plocha a později se uvažovalo o jejím začlenění do zóny ochrany přírody. Od konce 90. let probíhalo rozhodování o změně využití na stavební pozemky. Úřady Oblastní rady Gan Rave tomu zpočátku bránily. Záměr výstavby nové vesnice byl odsouhlasen v roce 2007 a soudně potvrzen roku 2010. Následovaly ještě spory okolo charakteru zamýšlené nové výstavby. Původní plán na dvoupodlažní zástavbu byl redukován na přízemní domy.

## Demografie
Poprvé je Irus evidována ve vládních statistických výkazech jako místo s trvalou populací roku 2014. Podle údajů z roku 2014 tvořili naprostou většinu obyvatel v Irus Židé (včetně statistické kategorie „ostatní“, která zahrnuje nearabské obyvatele židovského původu ale bez formální příslušnosti k židovskému náboženství).
Jde o menší obec vesnického typu. K 31. prosinci 2014 zde žilo 102 lidí.